# Rhytiphora tenimberensis
Rhytiphora tenimberensis är en skalbaggsart som beskrevs av Stefan von Breuning 1973. Rhytiphora tenimberensis ingår i släktet Rhytiphora och familjen långhorningar. Inga underarter finns listade i Catalogue of Life.